# Grey Highlands
Grey Highlands es un municipio canadiense situado en la provincia de Ontario.

## Superficie
Grey Highlands tiene una superficie de 879,03 km².

## Demografía
En 2021, tenía 10 424 habitantes, una densidad poblacional de 11,9 hab./km², y 5337 viviendas.